# 佐達冰川
69°33′S 68°30′W / 69.550°S 68.500°W
佐達冰川（英語：Zonda Glacier），是南極洲的冰川，位於帕爾默地，全長13公里，最終注入喬治六世海峽，由英國南極名稱諮詢委員會命名，現時由南極條約體系管理。